# 特雷莎·莫托斯
特雷莎·莫托斯（西班牙語：Teresa Motos，1963年12月29日—），西班牙女子曲棍球运动员。她曾代表西班牙参加1992年和1996年夏季奥林匹克运动会曲棍球比赛，其中1992年奥运会获得一枚金牌。